# Cristina Figarola
Cristina Figarola (Nueva York, Estados Unidos; 1972) es una actriz cubana-estadounidense de televisión que ha participado para varias empresas como Telemundo y también ha actuado en series y películas estadounidenses desde 2007. Además se ha destacado como reportera de noticias también.

## Filmografía

#### Telenovelas
| Año       | Título                     | Personaje                          |
| --------- | -------------------------- | ---------------------------------- |
| 2020      | 100 días para enamorarnos  | Catalina Jones                     |
| 2018      | Al otro lado del muro      | Sarah Foster                       |
| 2017      | Mariposa de barrio         | Dr. Verónica Andrade               |
| 2017      | La fan                     | Doctora                            |
| 2016      | Eva, la trailera           | Doctora Margarita                  |
| 2015-2016 | Bajo el mismo cielo        | Oficial Ramirez                    |
| 2015      | Demente criminal           | Carmenza                           |
| 2015      | Tierra de reyes            |                                    |
| 2014      | Voltea pa' que te enamores | Doctora Guzmán                     |
| 2014      | Reina de corazones         | Doctora Casola                     |
| 2013      | Santa diabla               | Margaret James                     |
| 2013      | Marido en alquiler         | Beatriz                            |
| 2013      | Pasión prohibida           | Alicia                             |
| 2012      | Relaciones peligrosas      | Mrs. Lamas                         |
| 2011      | La casa de al lado         | Rosa Munita Yen / Cecilia Avendaño |
| 2010-2011 | Alguien te mira            | Fabiola García                     |
| 2010      | Eva Luna                   | Profesora Farinas                  |
| 2010      | ¿Dónde esta Elisa?         | Candie                             |
| 2009-2010 | Más sabe el diablo         | Enfermera de Aníbal                |
| 2009      | El rostro de Analía        | Silvia Leones                      |
| 2007      | Pecados ajenos             | Assistant Adriana                  |
| 2007      | Dame chocolate             | Nurse                              |
| 1999      | ¿Por qué diablos?          | Reportera de televisión            |

#### Series de TV
| Año  | Título                | Personaje                             |
| ---- | --------------------- | ------------------------------------- |
| 2018 | Hialeah               | Lourdes Sanchez                       |
| 2017 | Milagros de Navidad   | Luz Becerra                           |
| 2016 | Bloodline             | Mujer cortante                        |
| 2014 | Devious Maids         | Delmi                                 |
| 2010 | America's Most Wanted | Oficinista de departamento de policía |

### Cine
| Año  | Película                                | Personaje             |
| ---- | --------------------------------------- | --------------------- |
| 2018 | The Front Runner                        | Shouter #1            |
| 2018 | Shadow Fighter                          | Jocely Hall           |
| 2017 | Girlfriend Killer                       | Stephanie Gutierrez   |
| 2015 | The Square Root of 2                    | Maria                 |
| 2015 | Patient Killer                          | Secretary             |
| 2014 | Amidst the Devil's Wings                | Cristina Delavida     |
| 2013 | Assumed Killer                          | Mrs. Clayton          |
| 2013 | Revenge for Real: The Miami Millionaire | Detective Iris Keegan |
| 2012 | 5th of a Degree                         | Cristina Delavida     |
| 2012 | I Hear Me                               | Teacher               |
| 2012 | Miami 3 Oh 5                            | Crystal               |
| 2012 | Scar                                    | Megan                 |
| 2010 | Helicopter Mom                          | Maureen               |
| 2010 | Innuendo                                | Patricia              |
| 2010 | The Exit                                | Isa                   |
| 2010 | Angel of Mercy                          | Susan                 |
| 2010 | Never Winter                            | Sub-Counselor         |
| 2009 | The Little Girl in the Crack House      | Teresa / Mother       |
| 2009 | The Shoes                               | Miss Maria            |
| 2009 | Jack and Jill                           | Jack's Mom            |
| 2009 | Feed This Need                          | Tía                   |